# Kassandra (telenowela)
Kassandra – wenezuelska telenowela z 1992 roku. W rolach głównych wystąpili Coraima Torres i Osvaldo Ríos. Jest to remake wenezuelskiej telenoweli Peregrina z 1973 roku. Scenariusz opiera się na oryginalnej historii napisanej przez Delię Fiallo.
Telenowela została wpisana do Księgi Rekordów Guinnessa – była emitowana w 128 państwach świata. Telenowela o białej Cygance zdobyła olbrzymi sukces kasowy i popularność we Włoszech, Rosji, w państwach południowej, wschodniej i środkowej Europy oraz w Azji wschodniej i Stanach Zjednoczonych.

## Fabuła
W niewielkiej miejscowości w Wenezueli mieszka 18-letnia Andreina Arocha z ojcem Alfonsem i macochą Herminią. Do miejscowości przyjeżdża cyrk. Andreina wraz z przyjaciółką idą się rozerwać do cyrku, podziwiająć klaunów, dzikie zwierzęta. Wróżka Dorinda przepowiada jej piękną przyszłość. Los chce jednak inaczej. Andreina rozchorowuje się na nieuleczalną białaczkę i zostaje jej tylko rok życia. Mimo tego wychodzi za mąż za przystojnego lekarza Ernesto Rangel (Miguel de León), w którym jest zakochana od dziecka i zachodzi w ciążę. Umiera podczas porodu córeczki. Ernesto Rangel wyjeżdża do Hiszpanii i ginie w wypadku samolotowym. Alfonso Arocha jedzie na miejsce zdarzenia. W międzyczasie w cyrku umiera podczas porodu córka wróżki Dorindy i umiera też córeczka. Herminia (Nury Flores) dowiaduje się o tym i nakazuje służącemu Matiasowi zamienić dzieci, chcąc wykorzystać nieobecność Alfonsa i to, że cyrk odjeżdża następnego dnia. Herminia chce, aby jej syn Ignacio z pierwszego małżeństwa odziedziczył fortunę Alfonsa. Wróżka Dorinda przyjmuje dziecko i nadaje jej imię Kassandra. Mija 18 lat, Kassandra (Coraima Torres) wyrasta na identycznie wyglądającą dziewczynę jak jej zmarła matka i jest znana jako cyganka o białej cerze i jasnych oczach. Według cygańskiego zwyczaju jest przeznaczona do małżeństwa dla cygana Randu. Cyrk przyjeżdża znowu do tej samej miejscowości i Kassandra poznaje Luisa Dawida (Osvaldo Rios), syna Herminii, brata bliźniaka Ignacio (tylko Herminia potrafi ich odróżnić). Zakochuje się w nim. Luis Dawid odchodzi. Kassandra poznaje Ignacia, który ku zdumieniu Kassandry jest zarozumiały i arogancki, jednak nie wie, że to brat bliźniak jej ukochanego. Biorą ślub. Podczas podróży poślubnej służąca Rosaura (córka służącego Matiasa) zabija Ignacia, żeby zemścić się za poniżenia i że nie wziął ślubu, mimo że urodziła jego córkę. Kassandra staje się główną podejrzaną o zabójstwo Ignacia i grozi jej wieloletnie więzienie. Luis Dawid powraca, żeby rozwikłać zagadkę, kto zabił jego brata i podaje się za Ignacia.

## Obsada
- Coraima Torres - Kassandra / Andreina Arocha
- Osvaldo Ríos - Luis David Contreras / Ignacio Contreras
- Henry Soto - Randu
- Nury Flores - Herminia  Arocha
- Raúl Xiqués - Alfonso Arocha
- Cecilia Villarreal - Gema Salazar
- Esperanza Magaz - Dorinda
- Loly Sánchez - Rosaura Osorio
- Alexander Milic - Matías Osorio
- Carmencita Padrón - Ofelia Alonso
- Roberto Moll - Manrique Alonso
- Manuel Escolano - Roberto Alonso
- Fernando Flores - Simón
- Juan Frankis - Marcelino
- Carlos Arreaza - Tomás
- Erika Medina - Isabel "Chabela"
- Hylene Rodríguez - Lilia Rosa Alonso
- Ivan Tamayo - Héctor Quintero
- Verónica Cortez - Yaritza
- Rafael Romero - Glinka
- Laura Brey -
- Mimi Sills - Elvira Alonso
- Fernanda Ruizos - Carmen Ruelas
- Miguel de León - Ernesto Rangel
- Saúl Martínez - Doktor
- Lupe Barrado
- Ron Duarte
- Pedro Duran - Calunga
- Eduardo Gadea Pérez - Juez
- Margarita Hernández -Norma De Castro
- María Hinojosa – Lázara
- Félix Landaeta - El juez Carrión
- José Oliva - El juez Olivera
- Frank Moreno
- Julio Mujica
- Carlos Omaña

## Wersja polska
W Polsce telenowela była emitowana w paśmie wspólnym TVP Regionalnej po dwa odcinki po około 22 minuty, liczba odcinków wynosiła zatem 300, a nie 150. Autorką tekstu była Danuta Kandziorska. Lektorem serialu był Jacek Brzostyński.

## Adaptacje
Telenowela zafascynowała wielu zagranicznych twórców filmowych. W 2005 roku Meksykanie nakręcili remake – telenowelę Peregrina (w rolach głównych África Zavala i Eduardo Capetillo). W 2008 roku w Rosji, nakręcony został kolejny remake telenoweli – Принцесса цирка (Księżniczka Cyrku). Na motywach Kassandry opiera się także argentyńska telenowela Zingara z Andreą del Boca i Gabrielem Corrado w rolach głównych.

## Nagrody
- 1993: Premios de Oro – najlepsza telenowela (wygrana)[7]

## Literatura
- Delia Fiallo, Kassandra, tłumaczenie Marianna Paszkiewicz, Wydawnictwo Amber, 2000[8][9].